# Disney XD (Lengyelország)
A Disney XD (Lengyelország) (lengyelül: Disney XD Polska) a Disney XD lengyel adásváltozata. 2009. szeptember 19-én indult a Jetix helyén.

## Története
Lengyelországban Fox Kidsként kezdte a sugárzását 1998. április 18-án, majd 2005. január 1-én a Jetix váltotta fel.
2009-ben a The Walt Disney Company újrapozicionálta és átnevezte Lengyelországban a Jetix csatornát. 
A csatorna Lengyelországban 2009. szeptember 19-e óta viseli a Disney XD nevet. 

## Műsorok
- Aaron Stone
- Phineas és Ferb
- Zeke és Luther
- H2O: Egy vízcsepp elég
- Benne vagyok a bandában
- Milo Murphy törvénye
- Kacsamesék
- Crash és Bernstein
- Király Páros
- Lego Star Wars: Az ellenállás hajnala
- Randy Cunningham: Kilencedikes nindzsa
- Zack és Cody élete
- Zack és Cody a fedélzeten
- Star Wars: Lázadók
- Laborpatkányok
- Laborpatkányok: Az elit csapat
- A galaxis őrzői
- Amerikai Sárkány

## Fordítás
Ez a szócikk részben vagy egészben  a   Disney XD (Polska) című lengyel Wikipédia-szócikk fordításán alapul.  Az eredeti cikk szerkesztőit annak laptörténete sorolja fel. Ez a jelzés csupán a megfogalmazás eredetét és a szerzői jogokat jelzi, nem szolgál a cikkben szereplő információk forrásmegjelöléseként.